# Unterägeri
Unterägeri est une commune suisse du canton de Zoug.

## Géographie

Photo aérienne prise par Walter Mittelholzer (1923).

Selon l'Office fédéral de la statistique, Unterägeri mesure 25,59 km2. 

## Démographie
Selon l'Office fédéral de la statistique, Unterägeri compte 9 243 habitants fin 2022. Sa densité de population atteint 361 hab./km2.
Le graphique suivant résume l'évolution de la population d'Unterägeri entre 1850 et 2008 :